# 빙둔둔과 쉐룽룽
빙둔둔 (중국어 간체자: 冰墩墩, 병음: Bīng Dūn Dūn, 한자음: 빙돈돈, 영어: Bing Dwen Dwen)과 쉐룽룽 (중국어 간체자: 雪容融, 병음: Xuě Róng Róng, 한자음: 설용융, 영어: Shuey Rhon Rhon)은 각각 2022년 동계 올림픽과 2022년 동계 패럴림픽의 공식 마스코트이다.

## 상세

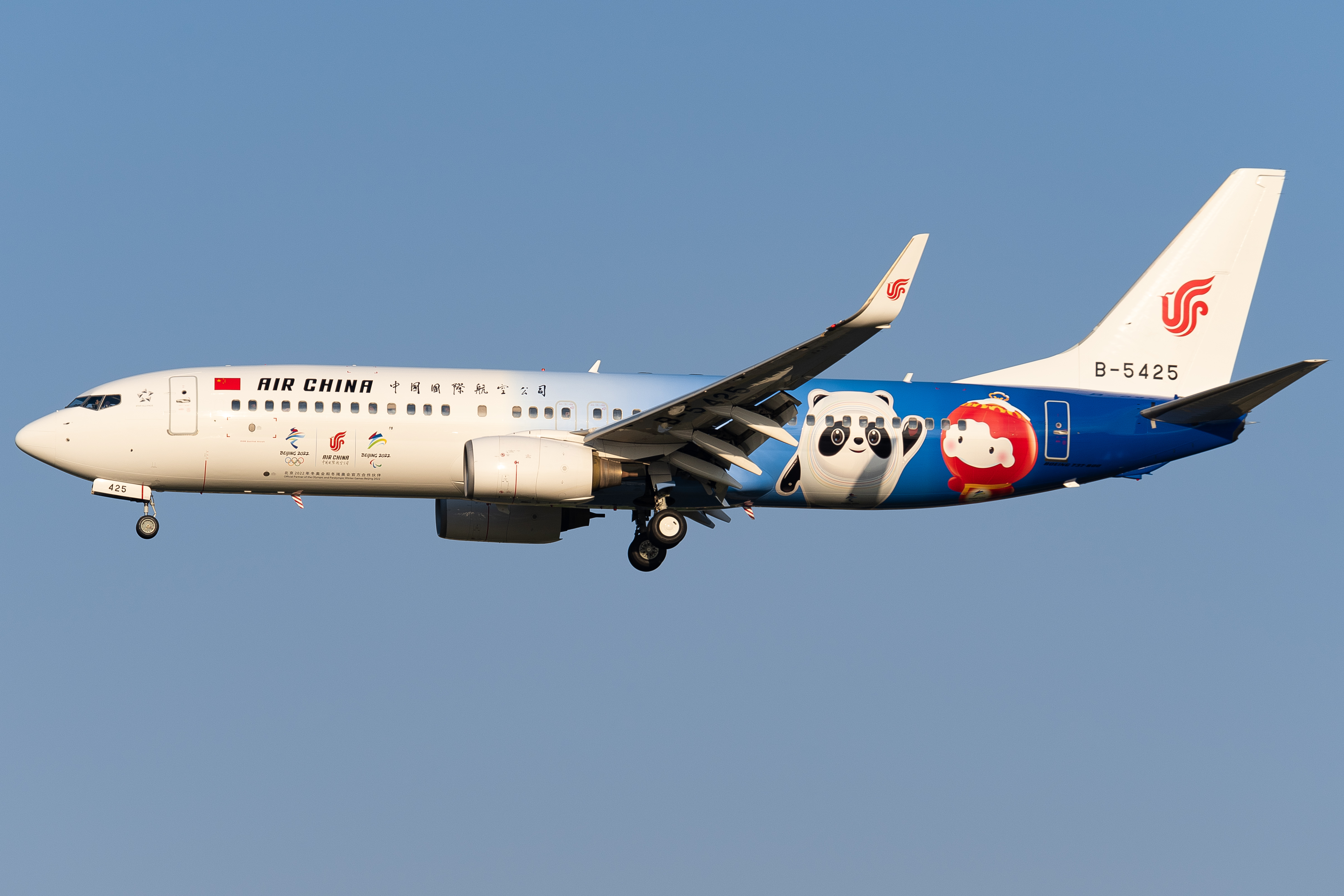
베이징올림픽·패럴림픽 홍보를 위해 빙둔둔과 쉐룽룽이 포함된 특별도장을 적용한 중국국제항공소속 보잉 737-800항공기

2018년 8월 8일 마스코트 디자인 공모전이 개시되었다. 공모 과정에서 총 5,816개의 도안이 조직위에 제출되었으며, 내부 검토를 거쳐 10개의 최종후보로 압축되었다. 2019년 9월 17일, 빙둔둔과 쉐룽룽이 나머지 최종후보를 누르고 2022년 베이징 동계올림픽과 동계패럴림픽의 공식 마스코트로 채택되었다.
빙둔둔은 중국을 대표하는 동물인 자이언트판다이다. '빙' (冰)은 얼음, '둔둔' (墩墩)은 활기차다는 뜻으로 중국에서 흔히 쓰이는 아이들의 애칭이기도 하다. 빙둔둔은 얼음으로 된 옷, 금으로 된 심장, 동계 스포츠를 향한 사랑을 지니고 있으며, 올림픽의 진정한 정신을 전세계와 함께할 준비가 되었다는 설정이다. 얼굴을 둘러싼 형형색색의 띠는 국가 스피드 스케이팅 경기장의 외관에서 영감을 얻었으며, 중국이 내세우는 5G 기술을 상징하기도 한다.
쉐룽룽은 중국의 전통 등불을 의인화한 것으로, '쉐'(雪)는 눈으로 순백과 아름다움을 나타내며, 첫번째 '룽'(容)은 포용과 관용, 두번째 '룽'(融)은 융합과 온화를 의미한다. 마스코트의 모티브가 된 등불은 추수와 축하, 따뜻함과 빛을 상징한다. 머리 위에 달려 있는 형상은 길조와 행복을 뜻한다. 그 바로 아래 노란 문양은 평화의 상징 비둘기와 천단의 모습을 형상화한 것으로, 평화로운 우정을 상징하는 동시에 대회가 열리는 장소의 특성을 부각시켰다. 뿐만 아니라 중국의 전통적인 종이문양 예술에서도 모티브를 따왔다. 얼굴 위의 하얀 눈은 '때마다 찾아오는 눈은 보람찬 한 해를 약속한다'는 뜻을 담았으며, 의인화된 디자인을 반영했을 뿐만 아니라 마스코트의 귀여움을 강조하였다.
빙둔둔은 광저우 예술학교의 선임디자이너인 차오쉬에가 디자인했으며, 쉐룽룽은 지린 디자인 예술 연구소의 산업디자인 전공 학부생인 장유판이 디자인하였다. 차오쉬에는 막판 후보군 3가지를 놓고 고심하다 아이들이 좋아할 만한 귀여운 디자인이 마스코트에서 가장 중요한 요소라고 생각해 9살 아들에게 고르도록 했고, 그것이 지금의 빙둔둔이었다는 비화를 밝히고 있다.